# Conistra flavescens
Conistra flavescens là một loài bướm đêm trong họ Noctuidae.